# Henryk Wieniawski
Henryk Wieniwski (sinh ngày 10 tháng 7 năm 1835 - mất năm 1880) là một nhà soạn nhạc, nghệ sĩ violin nổi tiếng người Ba Lan. Henryk Wieniawski sinh ra ở Lublin, Vương quốc Lập hiến Ba Lan, Đế quốc Nga. Cha của ông, Tobiasz Pietruszka là một người cải đạo sang Công giáo. Tài năng chơi violin của ông được phát hiện và công nhận sớm. Năm 1843, ông theo học Nhạc viện Paris. Sau khi tốt nghiệp, Wieniawski lưu diễn rộng rãi với tư cách nghệ sĩ độc tấu.

## Các sáng tác

### Các tác phẩm được xuất bản
- Grand Caprice Fantastique, Op. 1
- Allegro de Sonate, Op. 2
- Souvenir de Posen, Op. 3
- Polonaise de Concert No. 1, Op. 4 (sometimes known as Polonaise Brillante)
- Adagio Élégiaque, Op. 5
- Souvenir de Moscow, 2 Russian Romances, Op. 6 (in this work he quoted Alexander Egorovich Varlamov's song The Red Sarafan)
- Capriccio-Valse, Op. 7
- Grand Duo Polonaise for Violin and Piano, Op. 8
- Romance sans Paroles et Rondo elegant, Op. 9
- L'École Moderne, 10 Études-Caprices for Violin Solo, Op. 10
- Le Carnaval Russe, Improvisations and Variations, Op. 11
- 2 Mazurkas de Salon, Sielanka et Piesn Polska (Chanson polonaise), Op. 12
- Fantasie Pastorale, Op. 13 (Lost)
- Concerto No. 1 in F♯ minor, Op. 14
- Thème Original Varié, Op. 15
- Scherzo-Tarantelle, Op. 16
- Légende, Op. 17
- 8 Études-Caprices for 2 violins, Op. 18
- 2 Mazurkas caractéristiques, Obertass et Dudziarz (Le Ménétrier), Op. 19 (NB. No 2 is known as both 'The Bagpipe Player' [ABRSM Vln Gr VIII Syllabus], and 'The Village Fiddler' [Naxos Records])
- Fantaisie Brillante sur Faust de Gounod, Op. 20
- Polonaise Brillante, Op. 21
- Concerto số 2 cung Rê thứ, Op. 22
- Gigue in E minor, Op. 23
- Fantasie Orientale, Op. 24

### Các tác phẩm không xuất bản
- Wariacje na Temat Własnego Mazurka (c. 1847)
- Aria with Variations in E major (before 1848)
- Fantasia and Variations in E major (1848)
- Nocturne for solo violin (1848)
- Romance (c. 1848)
- Rondo Alla Polacca in E minor (1848)
- Duo Concertant on themes from Donizetti's Lucia di Lammermoor (c. 1850)
- Duo Concertant na Temat Hymnu Rosyjskiego A. Lwowa (c. 1850)
- Duo Concertant na Temat Rosyjskiej Melodii Ludowej (c. 1850)
- Fantasia on themes from Meyerbeer's Le prophète (oc. 1850)
- Mazur Wiejski (c. 1850)
- Fantasia on themes from Grétry's Richard Coeur-de-lion (c. 1851)
- Duet on themes from Finnish songs (c. 1851)
- Two Mazurkas (1851)
- March (1851)
- Kujawiak in A minor (1853)
- Wariacje na Temat Hymnu Rosyjskiego (c. 1851)
- Wariacje na Temat "Jechał Kozak Zza Dunaju" (c. 1851)
- Variations on the Austrian Hymn (1853)
- Rozumiem, pieśń na głos z fortepianem (1854)
- Souvenir de Lublin, concert polka (c. 1855)
- Fantasia on themes from Bellini's La sonnambula (c. 1855)
- Reminiscences of San Francisco (c. 1874)
- Kujawiak in C major
- Polonaise Triomphale
- Reverie in F sharp minor na Altówkę i Fortepian
- Violin Concerto No. 3 in A minor? (1878, unpublished, disappeared? Premiered in Moscow, ngày 27 tháng 12 năm 1878)[1]